# کرکس پرنده
الطیر یا نَسر طائر یا کرکس پرنده یا Altair درخشان‌ترین ستاره صورت فلکی عقاب است.
کرکس پرنده یکی از ۴۰ ستاره‌ای است که در محدودهٔ ۵ پارسِکی خورشید واقع شده‌اند؛ بنابراین این ستاره به همراه ستاره شباهنگ و شِعرای شامی جزء ستارگان همسایه ما به‌شمار می‌آیند.
کرکس پرنده دوازدهمین ستاره درخشان آسمان است و در فاصله ۱۶ سال نوری از منظومه خورشیدی قرار گرفته است.
کرکس پرنده از عقاب به همراه کرکس نشسته از شلیاق و دنب از ماکیان (دجاجه) سه رأس مثلث تابستانی را تشکیل می‌دهند.